# Xylinophylla
Xylinophylla là một chi bướm đêm thuộc họ Geometridae.